# Aedes humeralis
Aedes humeralis är en tvåvingeart som beskrevs av Edwards 1922. Aedes humeralis ingår i släktet Aedes och familjen stickmyggor. Inga underarter finns listade i Catalogue of Life.